# 新開実重
新開 実重（しんがい さねしげ、? - 1200年（正治2年））は、平安時代末期から鎌倉時代にかけての武将。父は土肥実平。養父は新開忠氏。

## 生涯
父は相模国の武将の土肥実平。兄弟に土肥遠平がいる。後に新開忠氏の養子となったとされるが、定かではない。
1180年（治承4年）の石橋山の戦いの後は箱根・土肥の山中を父の実平に従って源頼朝を助け、房総半島へ舟出する際には参加せずに「頼朝公は無事」との知らせを北条政子へ伝える役目を果たしたとされる。また徳島県阿南市にある牛岐城の築城はこの新開氏の一族が関係しているという説があるが、詳しくはわかっていない。
1200年（正治2年）、死去。墓所は埼玉県深谷市にある東雲寺。